# Irena Morsztynkiewiczowa

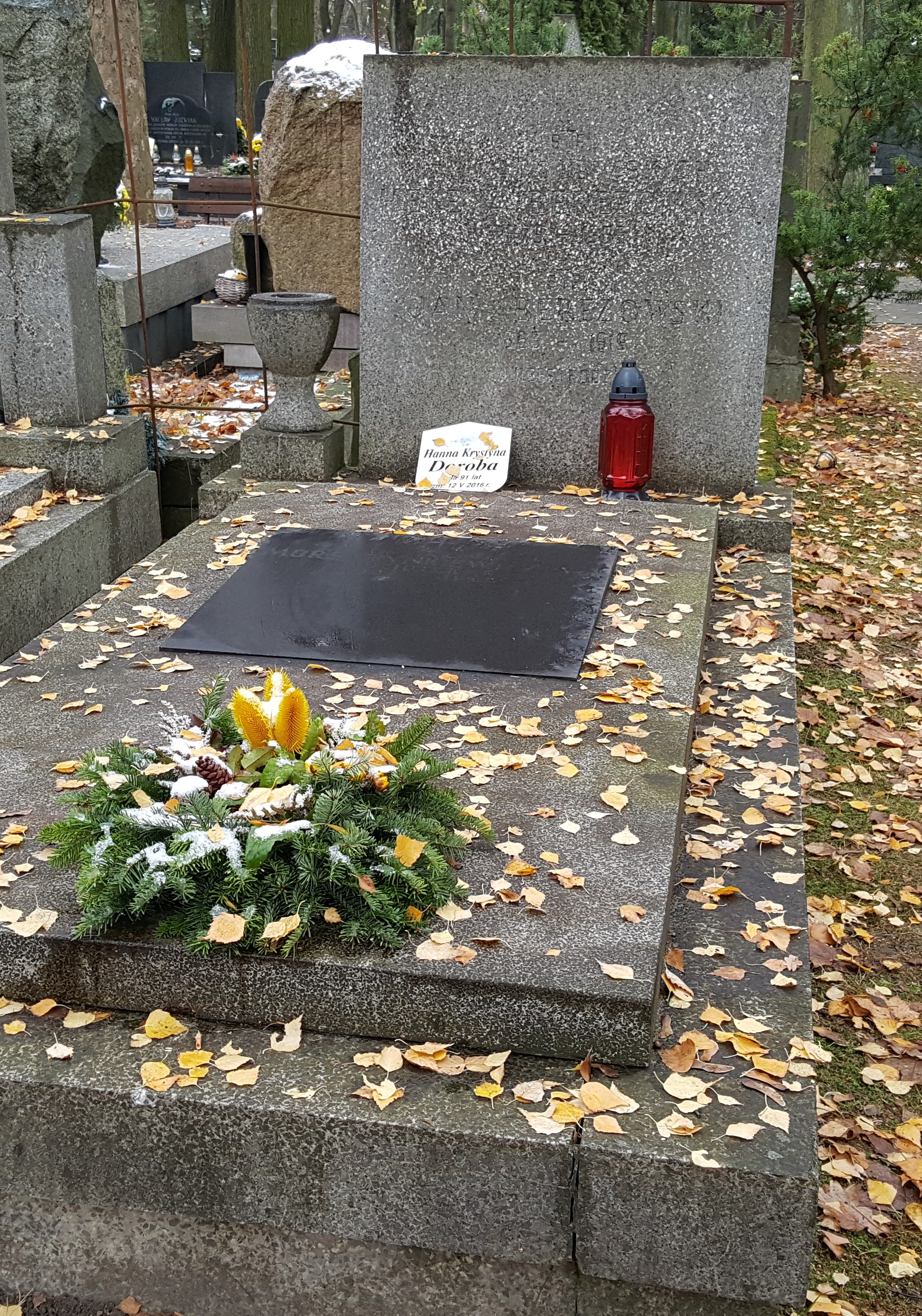
Grób Ireny Morsztynkiewiczowej na cmentarzu Wojskowym na Powązkach w Warszawie

Irena Morsztynkiewiczowa z d. Berezowska (ur. 27 marca 1902 w Tomsku na Syberii, zm. 23 maja 1986 w Warszawie) – polska bibliotekarka, wieloletnia dyrektorka Biblioteki Głównego Urzędu Statystycznego i działaczka Stowarzyszenia Bibliotekarzy Polskich.

## Życiorys
Była jedyną córką Jana Józefa i Heleny z d. Wądołowskiej. Jej ojciec miał kilku braci, w tym Edmunda Berezowskiego, ojca Eleonory i Marii, późniejszej malarki. Morsztynkiewiczowa utrzymywała z siostrą stryjeczną bliskie kontakty aż do śmierci malarki w 1978. Z drugą siostrą stryjeczną Eleonorą (1890–1967) pracowała po II wojnie światowej w GUS.
W dzieciństwie nauczyła się języków rosyjskiego i francuskiego, a w późniejszych latach także angielskiego i niemieckiego, co później zaowocowało tłumaczeniami w życiu zawodowym. W latach 1911–1914 na rok szkolny przyjeżdżała z matką do Warszawy, gdzie uczęszczała na Pensję Żeńską Anieli Wareckiej. Na wakacje wracały na Syberię do ojca. Wybuch I wojny światowej to przerwał. W 1918 przyjechała z rodziną do Kijowa, gdzie podjęła naukę w Szkole Polskiej Filologicznej Wacławy Peretiatkowiczowej. W 1919 otrzymała świadectwo dojrzałości ze świetnym wynikiem. W tym też roku Irena przyjechała do Warszawy, a ojciec, który pozostał w Kijowie, zaginął bez śladu. Pracowała w Warszawie dorywczo w Ministerstwie Rolnictwa i Reform Rolnych oraz Banku Handlowym. W 1920 pełniła służbę w harcerskich oddziałach pomocniczych wojsk polskich w wojnie z bolszewikami. W tym samym roku podjęła studia na Wydziale Filozoficznym Uniwersytetu Warszawskiego, absolutorium uzyskała w 1928. W latach 1937–1939 kontynuowała naukę na kierunku socjologicznym. Stopień magistra filozofii w zakresie socjologii uzyskała w 1951 na Uniwersytecie Warszawskim.
W 1924 została żoną Ludwika Józefa Morsztynkiewicza, z którym miała jedyną córkę Hannę Krystynę (1924–2016). W 1924 przeniosła się z rodziną do Wilna, gdzie dostała pracę w bibliotece uniwersyteckiej. Jeszcze w tym samym roku małżeństwo się rozpadło i Irena powróciła do Warszawy. Przez trzy lata pracowała w Bibliotece Publicznej miasta Warszawy przy Koszykowej w gronie „Dembiaków”, tj. bibliotekarzy, których przysposabiał Stefan Demby do pracy w organizującej się Bibliotece Narodowej. Jednak Irena Morsztynkiewiczowa nie przeszła do tej biblioteki po jej utworzeniu w 1928. W lutym 1928 została pracownikiem Biblioteki Głównego Urzędu Statystycznego, którą kierowała od maja 1929.
W 1932 związała się z Kazimierzem Lepą, działaczem KPP. W latach 1933–1939 działała w Związku Bibliotekarzy Polskich, przekształconym po II wojnie światowej w Stowarzyszenie Bibliotekarzy Polskich. We wrześniu 1939 wraz z rodziną opuściła Warszawę i po kilku miejscach pobytu na dłużej osiadła w Białymstoku. W czerwcu 1941 powróciła z córką do matki do Warszawy, gdzie mieszkała do wybuchu powstania warszawskiego. Po zakończeniu wojny znów podjęła pracę w Bibliotece GUS, której dyrektorem została w 1956 r. Wznowiła również działalność w związku bibliotekarzy i była w nim aktywna do śmierci. Miała ogromny wkład i zasługi w powstanie nowego budynku dla biblioteki GUS w 1953. Już po przejściu Morsztynkiewiczowej na emeryturę w 1966, ale dzięki jej ogromnemu wkładowi w pracę biblioteki, w 1968 książnica została przemianowana w Centralną Bibliotekę Statystyczną. W 1967 Morsztynkiewiczowa obroniła pracę doktorską na Uniwersytecie Łódzkim, promotorem była prof. Helena Więckowska, dyrektor biblioteki uniwersyteckiej.
Zmarła w Warszawie. Została pochowana na Cmentarzu Wojskowym na Powązkach (kwatera B 12-9-14).

## Działalność w Stowarzyszeniu Bibliotekarzy Polskich
Morsztynkiewiczowa do Związku Bibliotekarzy Polskich wstąpiła w 1925 w Wilnie. Brała udział we wszystkich czterech przedwojennych zjazdach bibliotekarzy, współorganizowała pierwszy powojenny zjazd w 1956. W l. 1948-1950 była przewodniczącą Warszawskiego Koła związku, w 1953 została wybrana sekretarzem generalnym Zarządu Głównego. W trakcie działalności w SBP zajmowała jeszcze kilka innych stanowisk. Udzielała się w różnych sekcjach i komisjach, najbardziej w Komisji Statystyki Bibliotecznej. W 1979 na Krajowym Zjeździe Delegatów wręczono jej tytuł Członka Honorowego SBP.
Drugą nagrodą, którą uhonorowano Morsztynkiewiczową w SBP, była Nagroda im. Heleny Radlińskiej II stopnia. W 1967 wstąpiła do Zespołu Historyczno-Pamiętnikarskiego Okręgu Stołecznego SBP,  który powstał w 1964 dla upamiętnienia nieżyjących już, zasłużonych bibliotekarzy. W 1967 Morsztynkiewiczowa została jego przewodniczącą. Zespół organizował wieczory wspomnień i wydał dwa tomy wspomnień o zmarłych bibliotekarzach. Trzeci tom przewodnicząca redagowała już jako chora osoba i nie doczekała się wydania. Po śmierci Morsztynkiewiczowej w 1991 SBP zaczęło wydawanie serii "Bibliotekarze Polscy we Wspomnieniach Współczesnych", która jest kontynuowana do dziś.

## Działalność w IFLA – Międzynarodowej Federacji Stowarzyszeń i Instytucji Bibliotekarskich
- IFLA powstała w 1927 r. w Edynburgu, jej obecną siedzibą jest Biblioteka Królewska w Hadze. I. Morsztynkiewiczowa uczestniczyła z ramienia SBP w pracach tej organizacji już przed II wojną światową. Po 1945 r. brała udział prawie we wszystkich sesjach, uczestniczyła w pracach kilku komisji i publikowała w prasie zawodowej sprawozdania z obrad. W latach 1964–68 była sekretarzem Sekcji Bibliotek Specjalnych i redaktorem czasopisma INSPEL – Międzynarodowego Biuletynu Bibliotek Specjalnych[1]. W 1977 r. otrzymała dyplom honorowy za zasługi dla IFLA.

## Odznaczenia
- Krzyż Kawalerski Orderu Odrodzenia Polski (1965)[6],
- Złoty Krzyż Zasługi (28 lutego 1948)[7],
- Medal 40-lecia Polski Ludowej (1984)[4],
- Medal 10-lecia Polski Ludowej (29 października 1955)[8],
- Brązowy Medal „Za Długoletnią Służbę” (1938)[6],
- Medal 50-lecia GUS (1968)[9].

## Wybrane opublikowane prace
I. Morsztynkiewiczowa opublikowała około 100 prac na temat statystyki bibliotecznej, biblioteki GUS oraz z zakresu bibliotekoznawstwa. Pisała również artykuły biograficzne o bibliotekarzach, recenzje i tłumaczenia z języka angielskiego, francuskiego i rosyjskiego. Publikowała artykuły do „Bibliotekarza”, „Przeglądu Bibliotecznego”, „Wiadomości Statystycznych” i in.
- Biblioteka b. Ministerstwa WR i OP w Londynie „Bibliotekarz” 1946, nr 6/7, s. 157.
- Biblioteka GUS-u w nowym gmachu. „Bibliotekarz” 1953, nr 6, s. 184–186.
- Bibliotekarstwo na szerokim świecie. Hiszpanja. „Praca Oświatowa” 1935, nr 9, s. 467–472.
- Biblioteki warszawskie w okresie okupacji hitlerowskiej. „Bibliotekarz” 1968, nr 4, s. 114–117.
- Centralna Biblioteka GUS i jej księgozbiór. „Wiadomości Statystyczne” 1970, nr 6, s. 39–42.
- Międzynarodowe zgromadzenie ekspertów w sprawie statystyki bibliotecznej (Paryż, 19–20 [28] maja 1970). „Bibliotekarz” 1970, nr 11/12, s. 349–352.
- Nowy gmach Biblioteki Głównego Urzędu Statystycznego. „Przegląd Biblioteczny” 1954, nr 2, s. 162–175.
- O „Dembiakach” wspomnienie. „Rocznik Biblioteki Narodowej” 1979, t. 15, s. 375–379.
- Stefan Demby, marzyciel-realista, twórca Biblioteki Narodowej (1862–1939). W: Twórcy nowoczesnego bibliotekarstwa polskiego. Red. H. Więckowska. Zakład Narodowy im. Ossolińskich, Wrocław 1974. Seria Książka o książce. s. 71–86.
- XXXIII Sesja Rady Naczelnej IFLA Toronto, 13–20 VIII 1967. „Bibliotekarz” 1968, nr 7/8, s. 233–235.
- Zespół Historyczno-Pamiętnikarski Okręgu stołecznego SBP. „Informator Bibliotekarza i Księgarza na rok 1978” 1977, s. 53–57.
- Zagadnienia statystyki bibliotecznej na forum międzynarodowym. „Przegląd Biblioteczny” 1972, nr 2, s. 196–199.
- Życie książki – Jan Muszkowski. W: Twórcy nowoczesnego bibliotekarstwa polskiego. Red. H. Więckowska. Zakład Narodowy im. Ossolińskich. Wrocław 1974. Seria Książka o książce. s. 235–251.